# Ville fantôme de Fengdu
La ville fantôme de Fengdu (chinois simplifié : 丰都鬼城, chinois traditionnel : 豐都鬼城, Fengdu Gui Cheng, aussi écrit 酆都鬼城) est un grand complexe de sanctuaires, de temples et de monastères situé sur la montagne Ming en Chine à environ 170 kilomètres en aval de Chongqing sur la rive nord du fleuve Yangtsé. Elle daterait, selon les légendes, de près de deux mille ans.
La ville est composée de bâtiments, de structures, de dioramas, et de statues liés à l'enfer (naraka) et à la prison souterraine (diyu), concepts de la mythologie chinoise. Elle est conçue pour ressembler à Youdu, la capitale du diyu. Elle se concentre ainsi sur l'au-delà et combine les croyances du confucianisme, du taoïsme et du bouddhisme. Elle est également mentionnée dans plusieurs œuvres classiques de la littérature chinoise comme La Pérégrination vers l'Ouest, L'Investiture des dieux, Contes extraordinaires du pavillon du loisir.
Ces dernières années, le complexe est devenue une attraction touristique. Les bateaux de croisière transportant des touristes en amont ou en aval du fleuve s'arrêtent aux quais et les touristes sont emmenés dans des véhicules à mi-hauteur de la montagne. De là, il y a un escalator en plein air jusqu'au complexe ou le visiteur peut monter à pied.

## Histoire
Selon la légende, Fengdu a obtenu son nom de « ville fantôme » pendant la Dynastie des Han orientaux, lorsque deux fonctionnaires impériaux, Yin Changsheng (en) et Wang Fangping, se sont rendus sur la montagne Ming pour pratiquer le taoïsme et sont devenus immortels. La combinaison de leurs noms, Yinwang, signifie « roi de l'enfer ». Cet évènement est le début de l'attention portée par le site au monde souterrain. De nombreux temples et sanctuaires présentent des peintures et des sculptures de personnes torturées pour leurs péchés.
Après la construction du barrage des Trois-Gorges et la montée du niveau d'eau du fleuve, elle est séparée de la ville de Fengdu, qui est reconstruite plus haut sur le flanc de la montagne, sur la rive sud.

## Croyances
Selon les croyances chinoises, les morts doivent passer trois tests avant de passer à la vie suivante. Ils doivent d'abord passer le « pont de l'impuissance », trois petits ponts de pierre datant de la dynastie Ming qui constituent un test pour le bien et le mal. Seule celui du milieu est utilisé pour tester les gens. Il existe différents protocoles pour traverser le pont en fonction du sexe, de l'âge et de l'état civil du défunt. Ce sont les démons qui autorisent ou interdisent le passage du pont. Les bonnes personnes sont autorisées à passer tandis que les mauvaises seront jetées dans l'eau en dessous. C'est aujourd'hui devenu une attraction touristique et des comédiens maquillés en démons barrent quelques fois le passage aux touristes sur le pont mais les autorisent finalement à traverser.
Ensuite, les morts doivent se rendre au col de la torture des fantômes où ils se présentent devant Yanluowang pour être jugés. C'est le deuxième test. Dans cette zone se trouvent de grandes sculptures de démons.
Le troisième test s'effectue à l'entrée du palais de Tianzi où les morts doivent se maintenir en équilibre sur une pierre avec un pied pendant trois minutes. Selon la légende, une personne vertueuse y parviendra tandis qu'une personne mauvaise échouera et sera condamnée à l'enfer. Le palais de Tianzi est le plus grand et le plus ancien bâtiment du complexe et date de trois cents ans.
Un récent ajout est la tour nommée Dernier coup d'œil sur la maison (également appelée Pavillon d'observation de la maison), construite en 1985 et placée là où, selon la légende, les morts pouvaient jeter un dernier regard vers leur maison et leur famille.

## Galerie

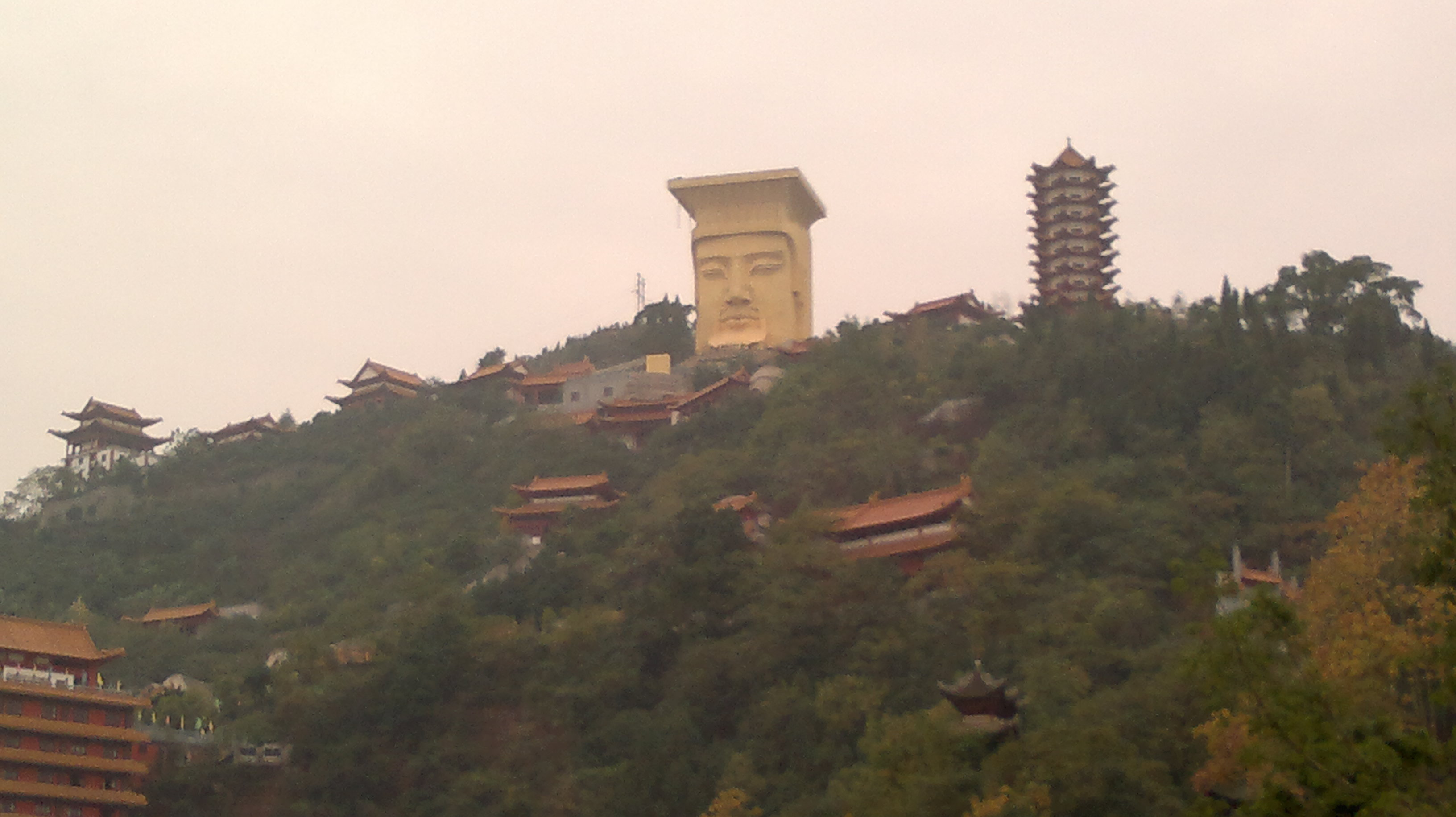
Panorama du complexe vu depuis la vallée
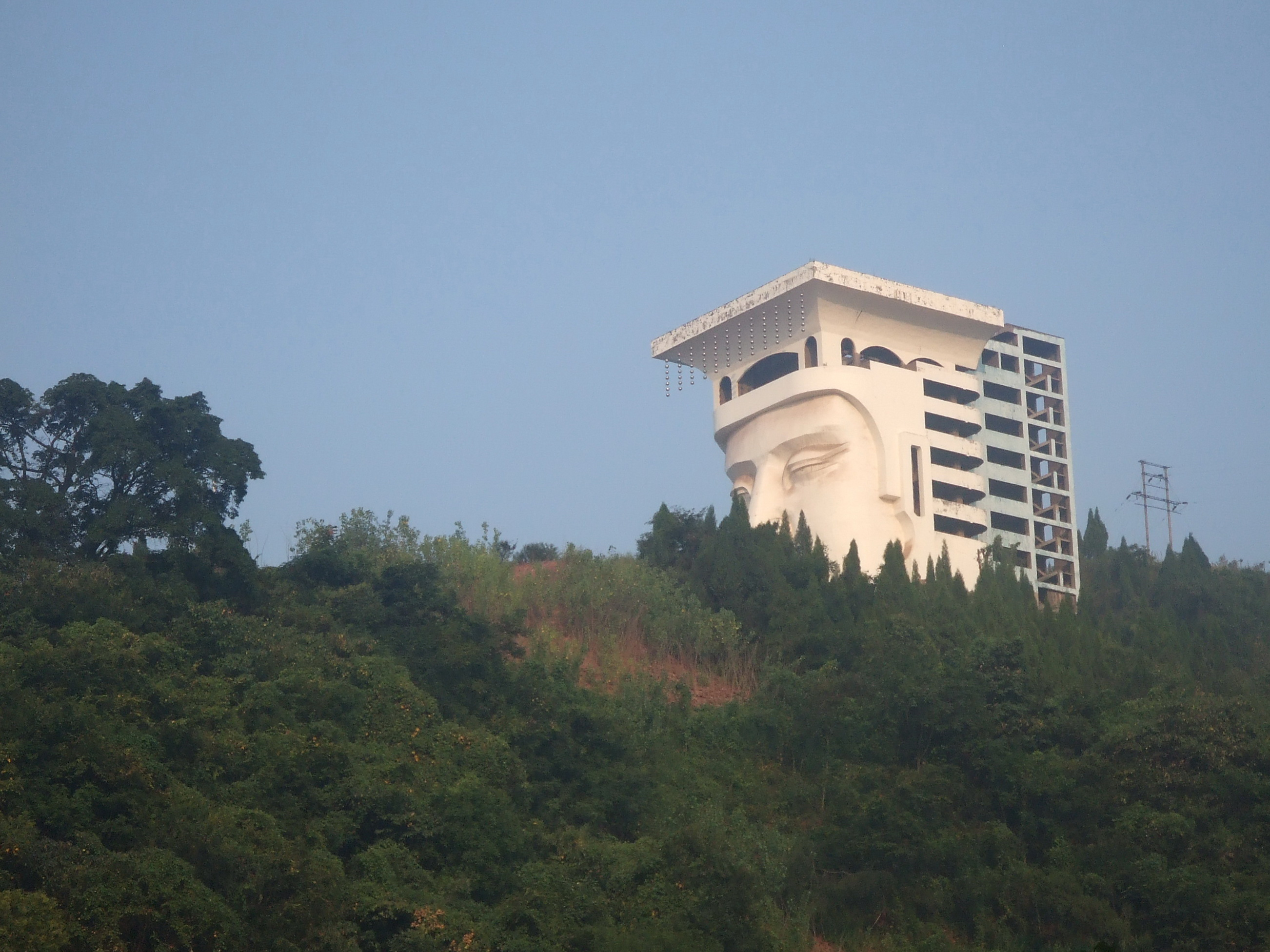
Hôtel en forme de tête de l'Empereur de Jade
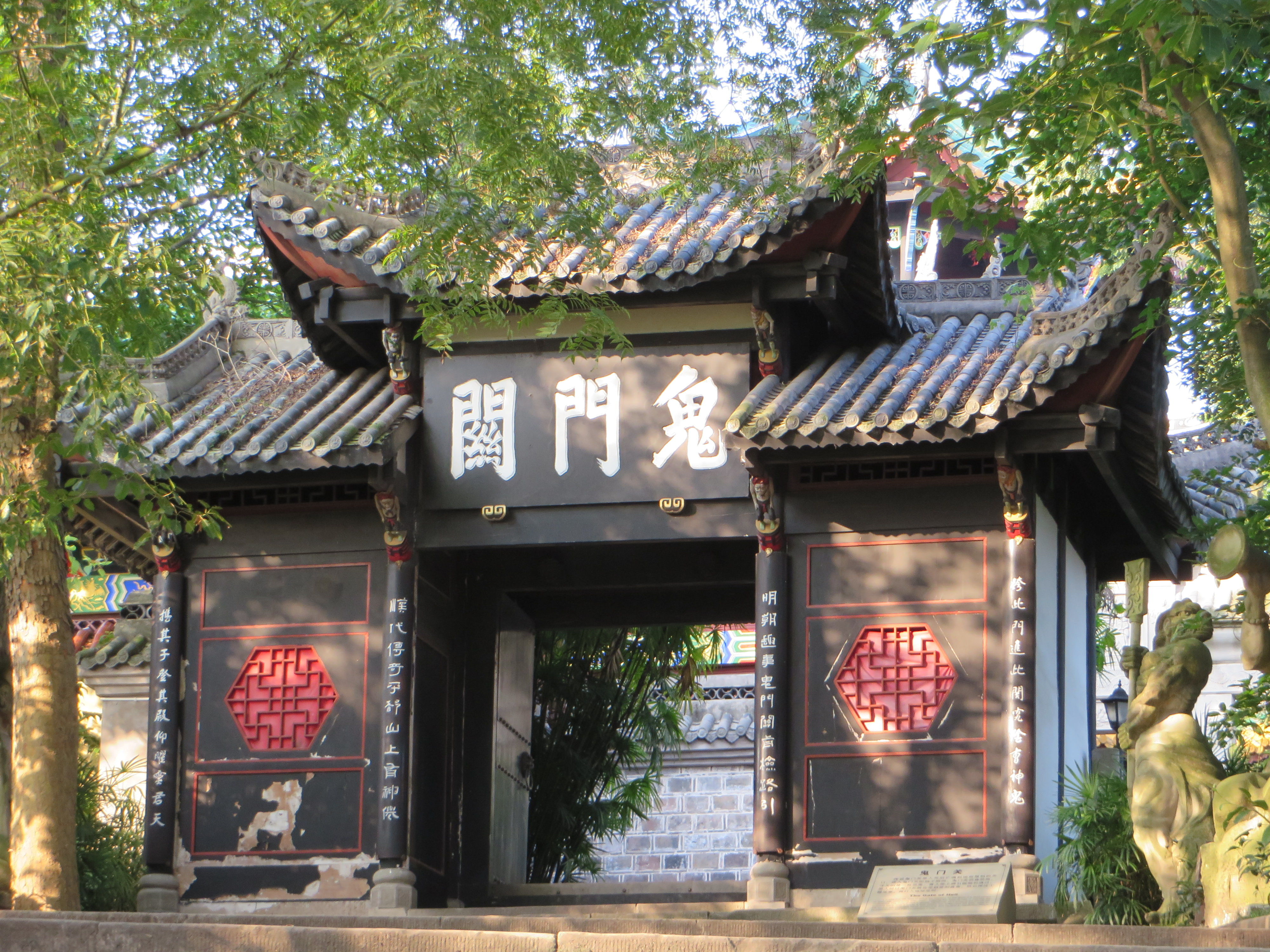
Porte des enfers
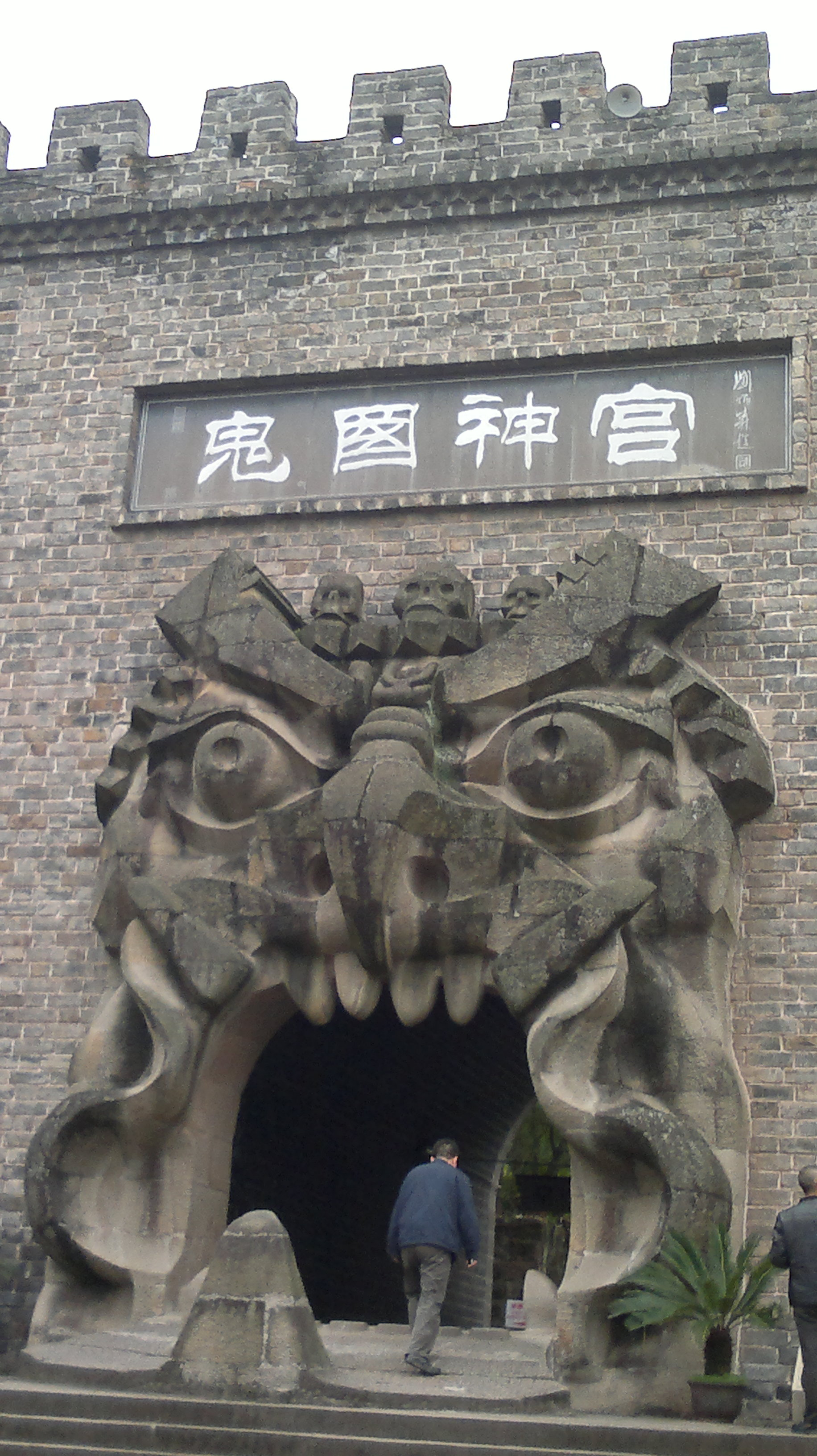
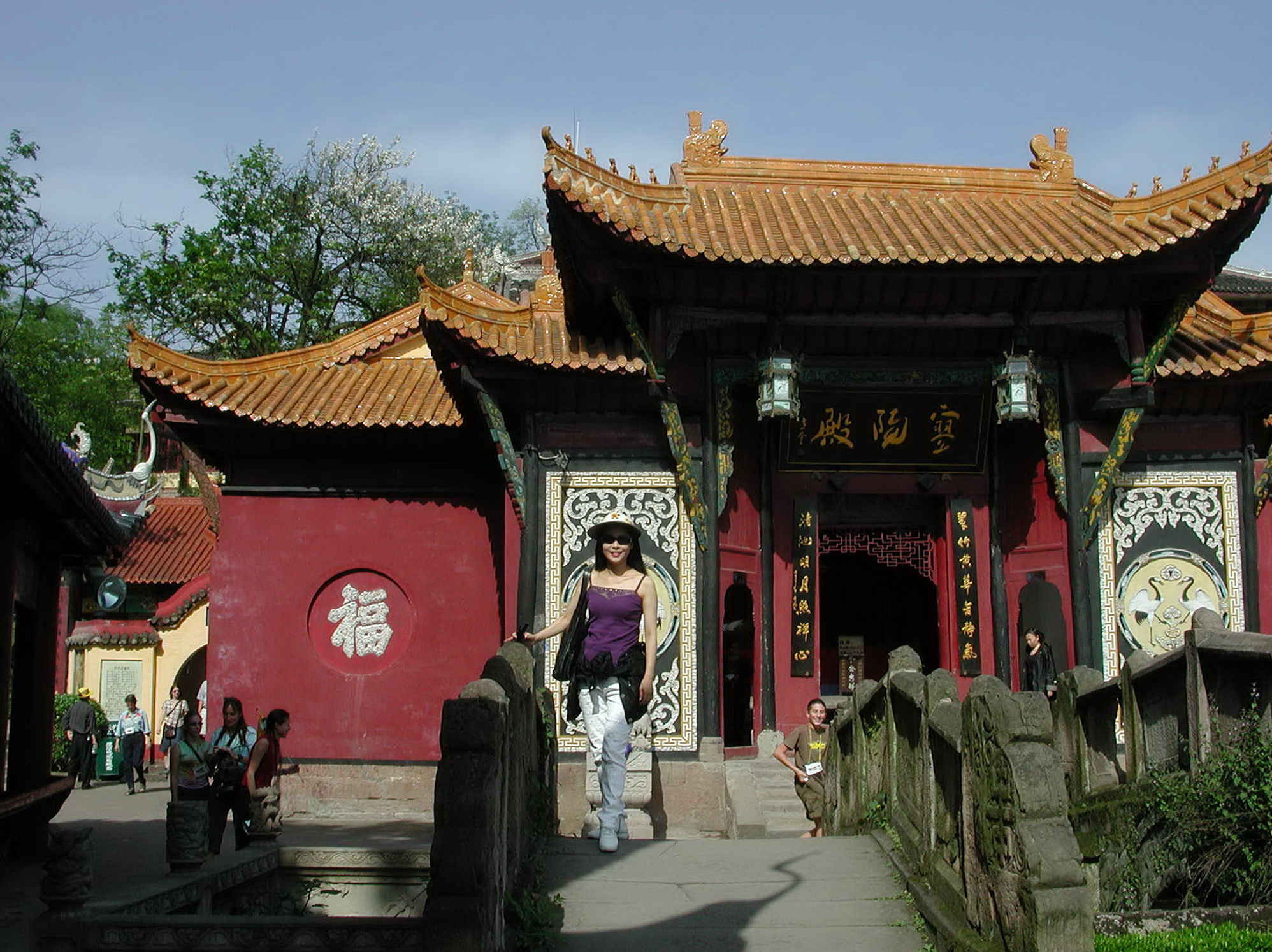
Temple Liaoyang
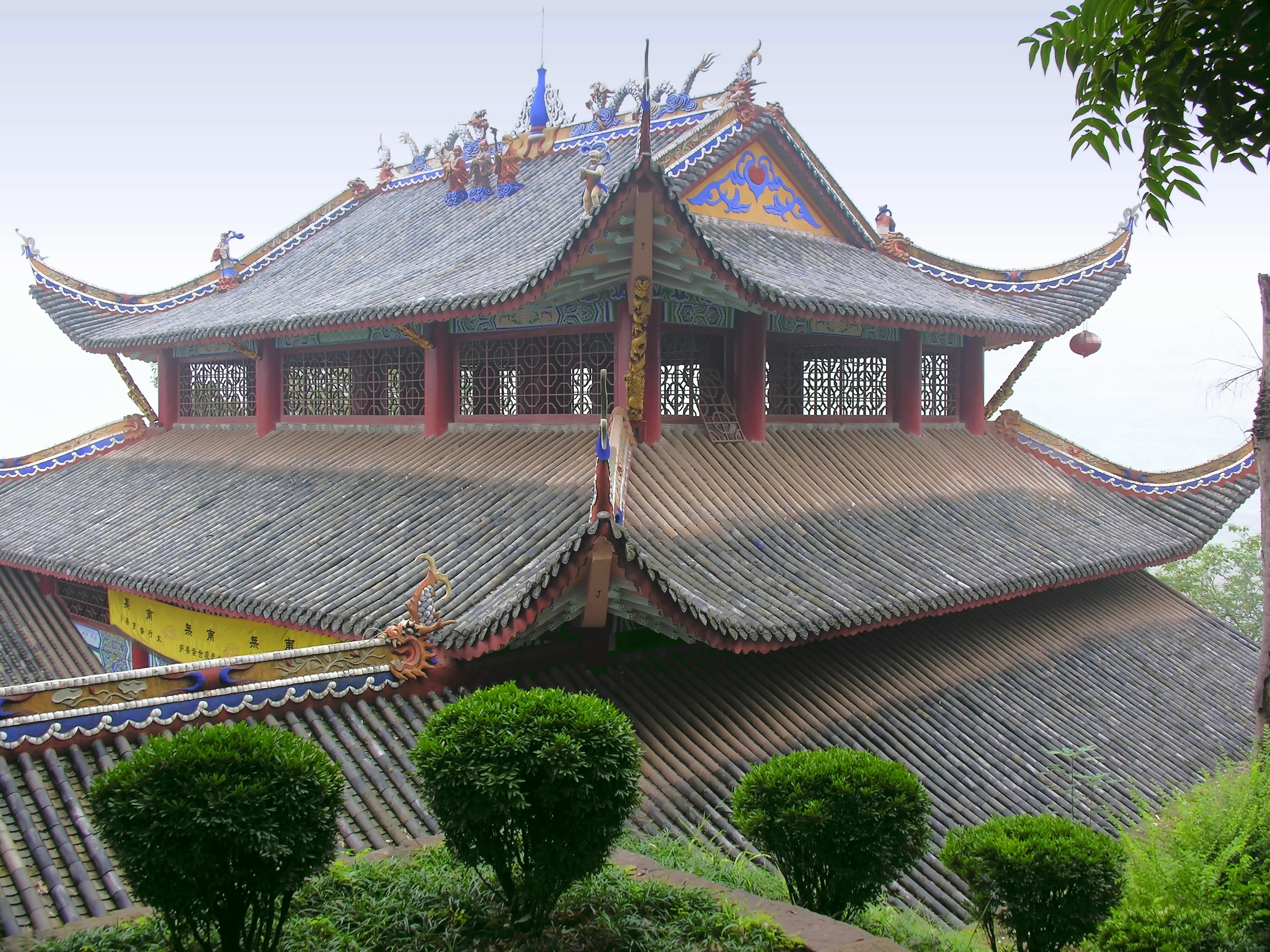
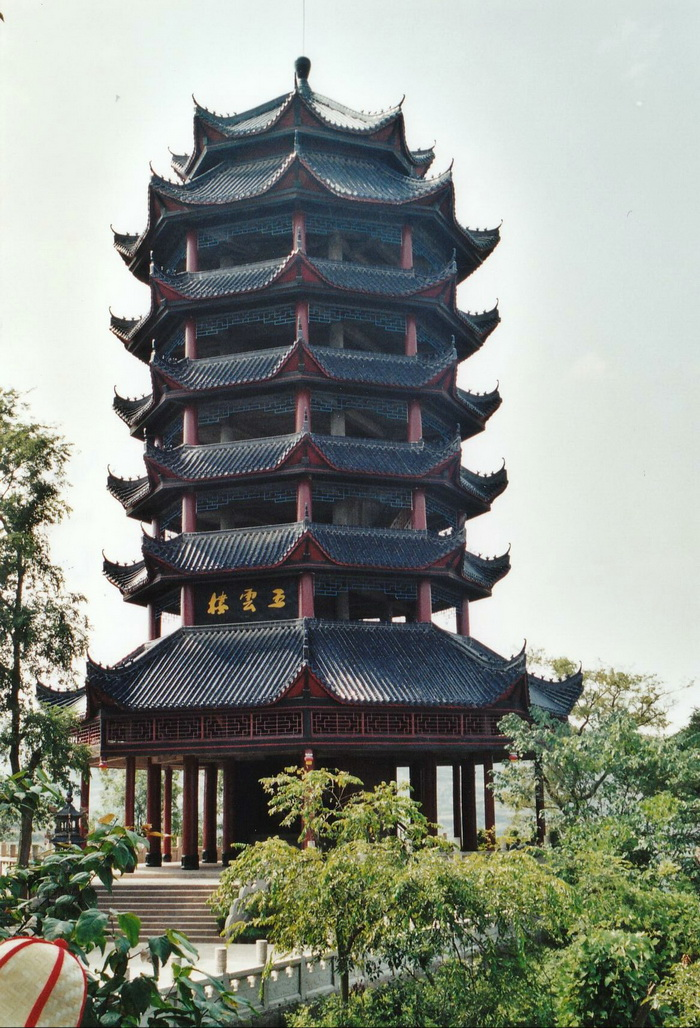
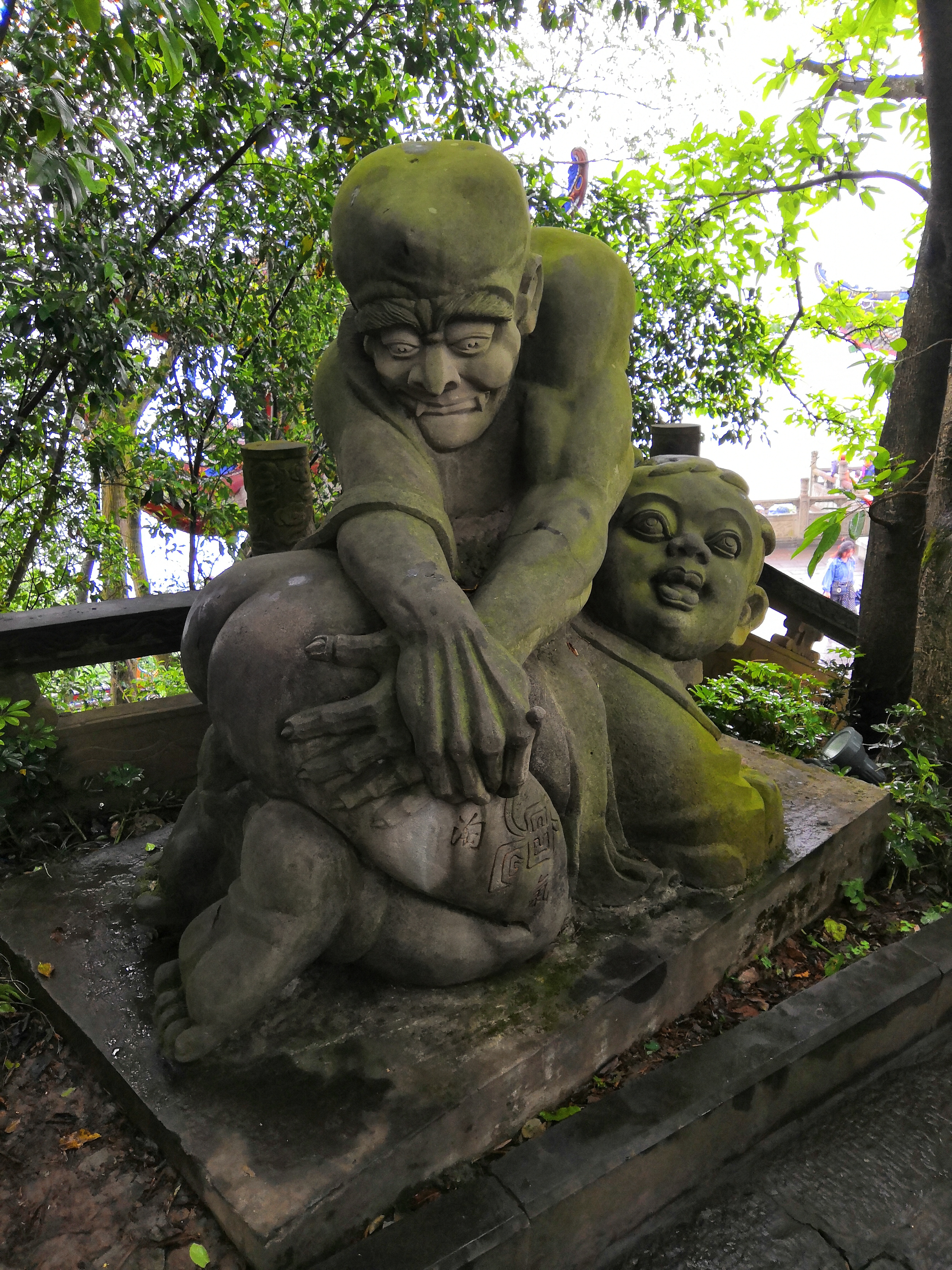
Sculpture d'un démon donnant une fessée à un défunt
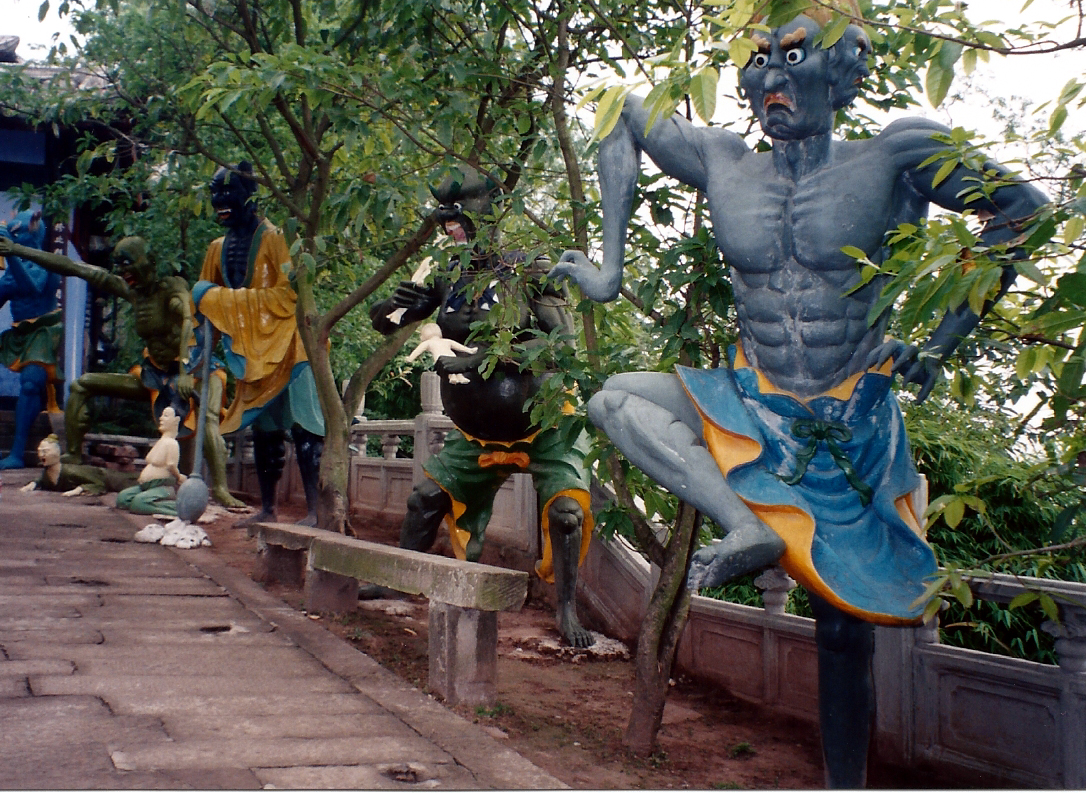
Sculptures de plusieurs démons
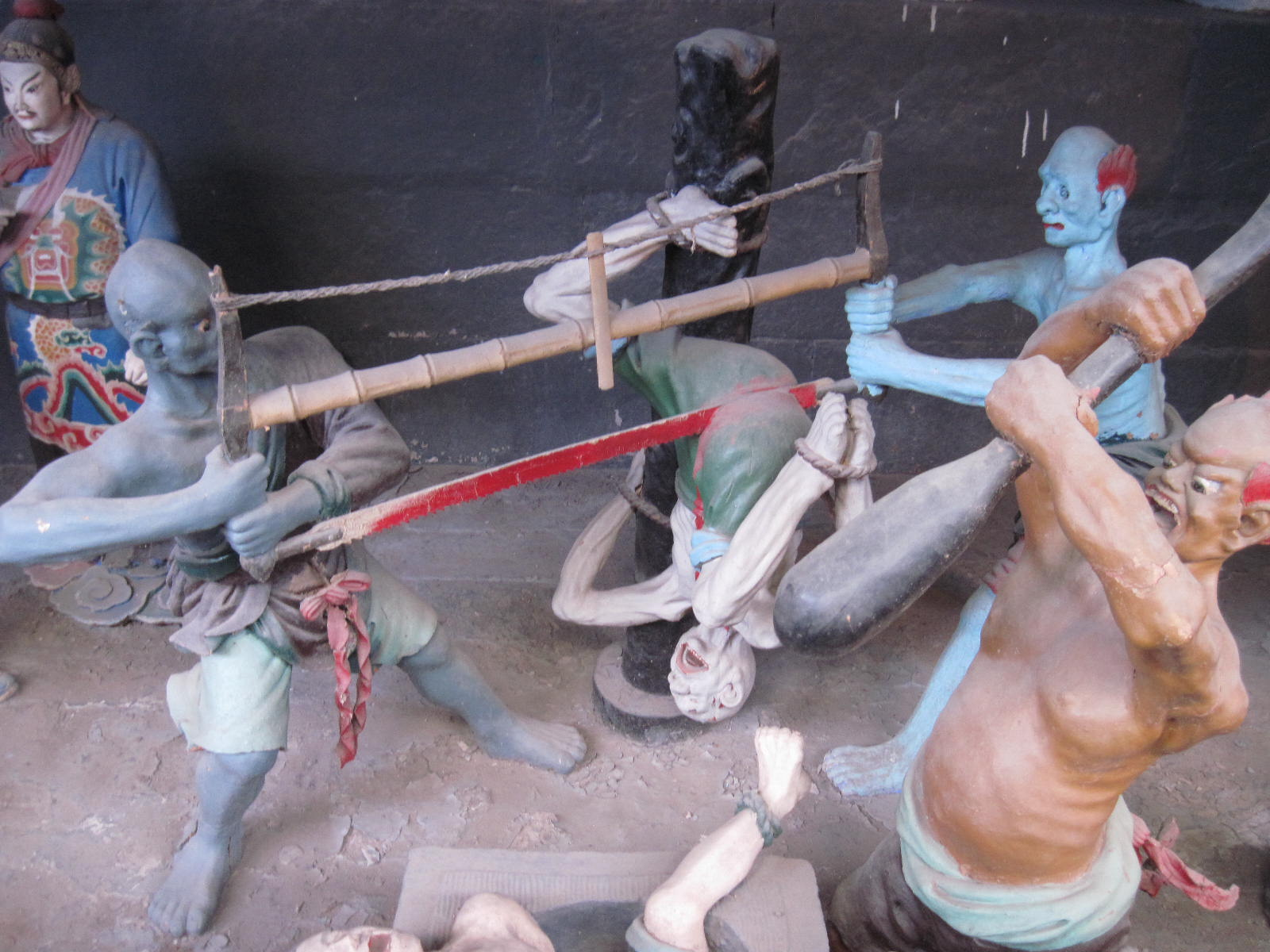
Défunt scié en deux par des démons
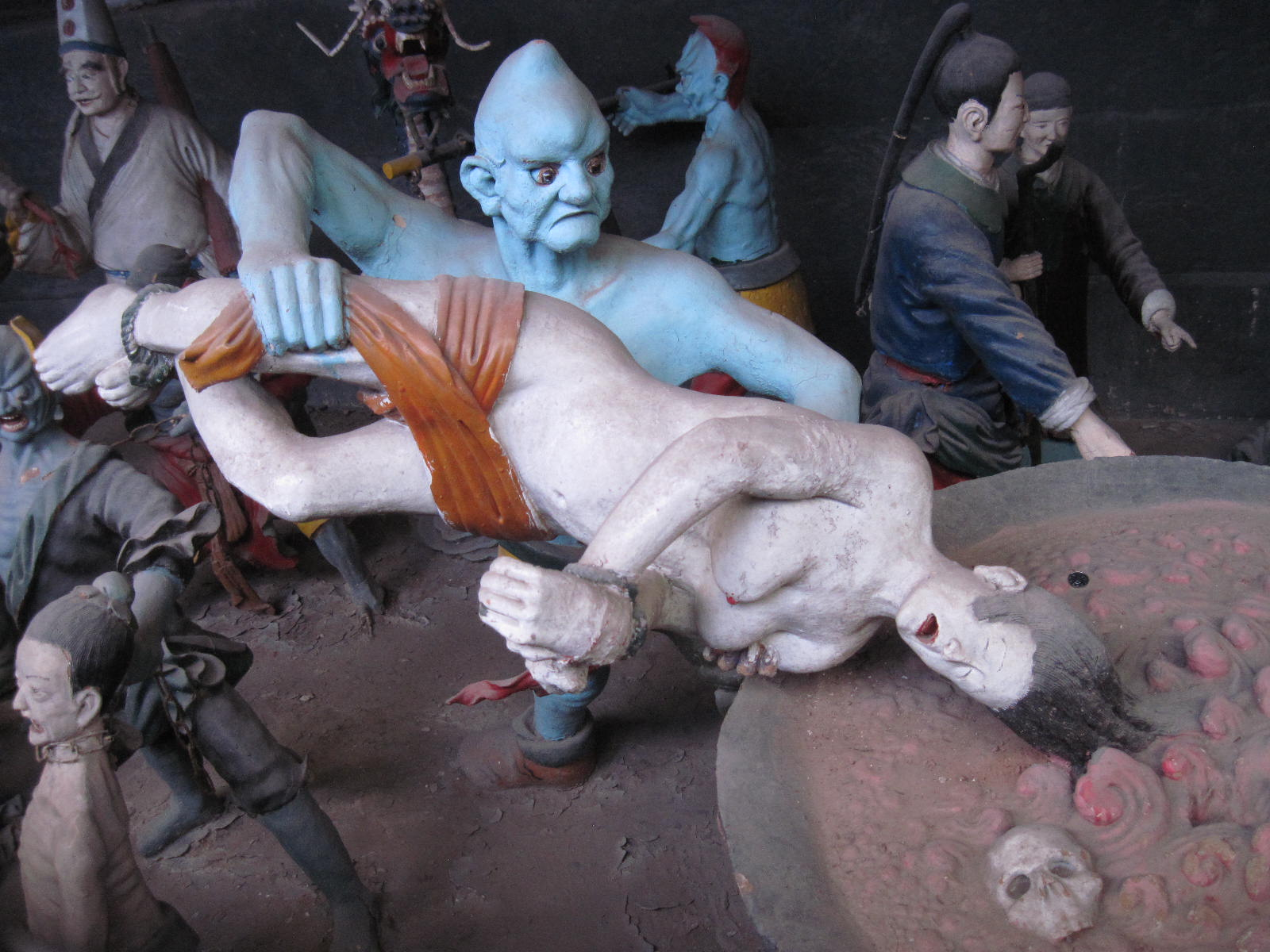
Femme jetée dans un chaudron bouillant par des démons
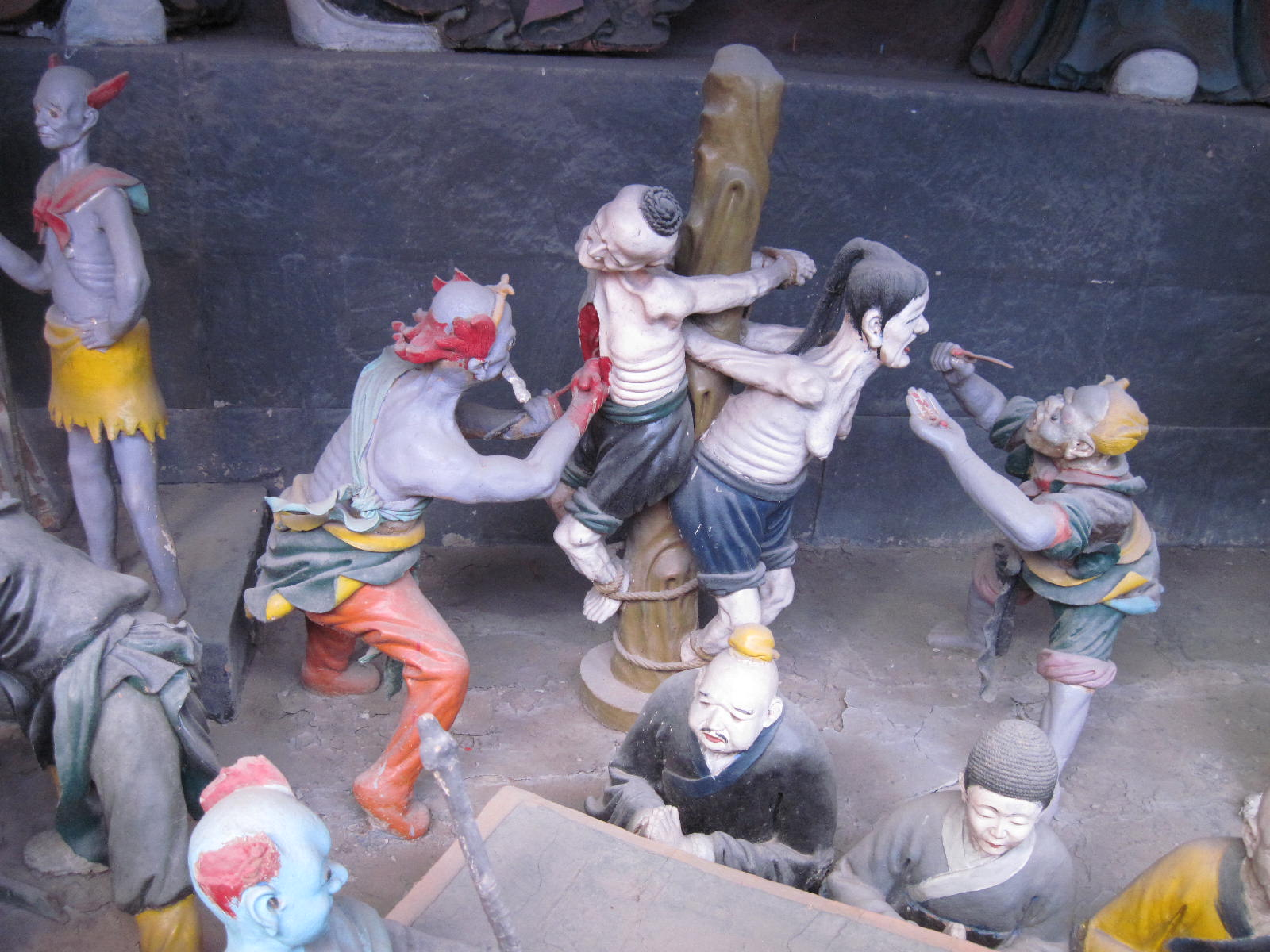
Défunts torturés par des démons
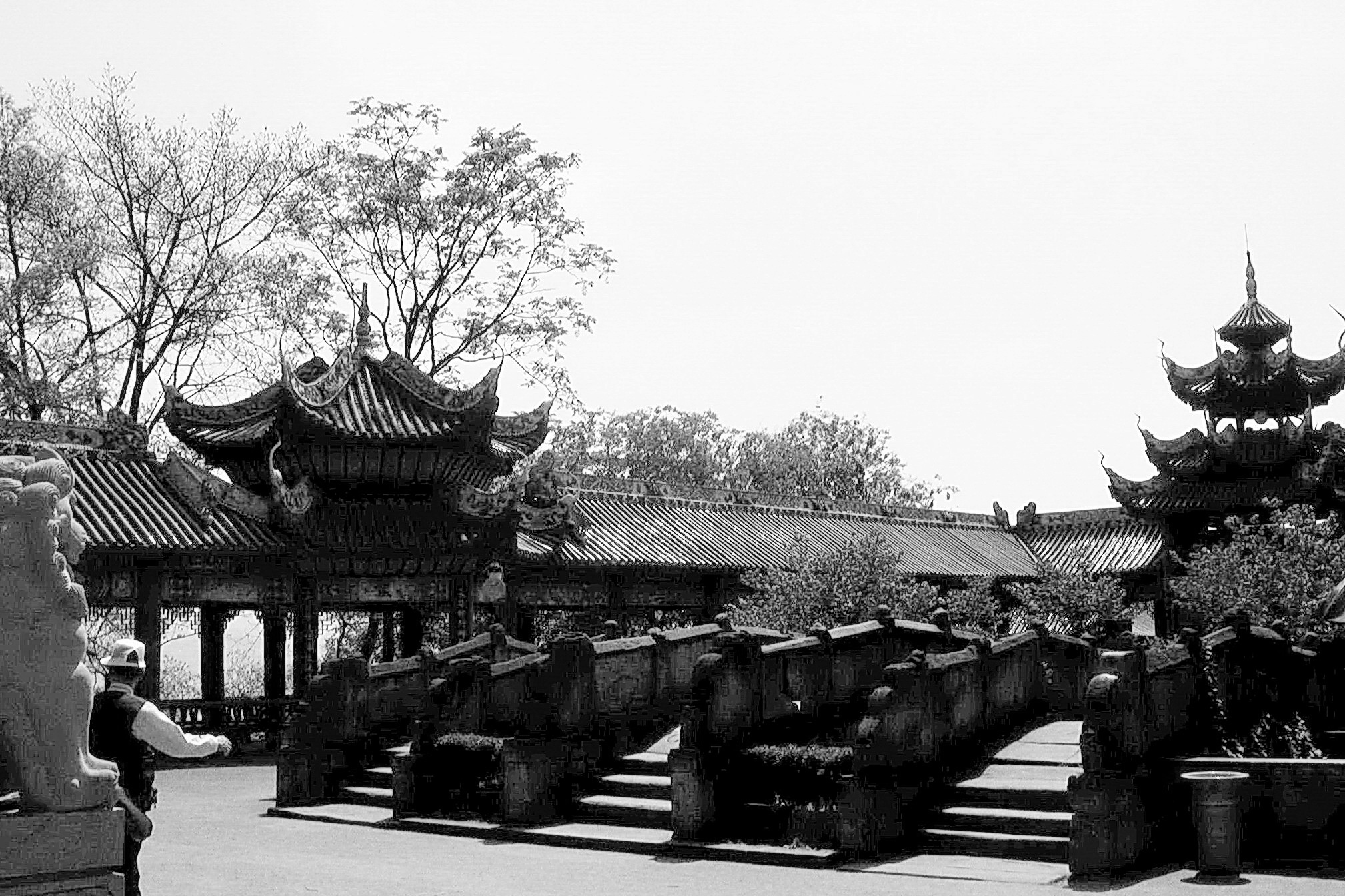
Premier test : le « pont du l'impuissance », constitué de trois arches
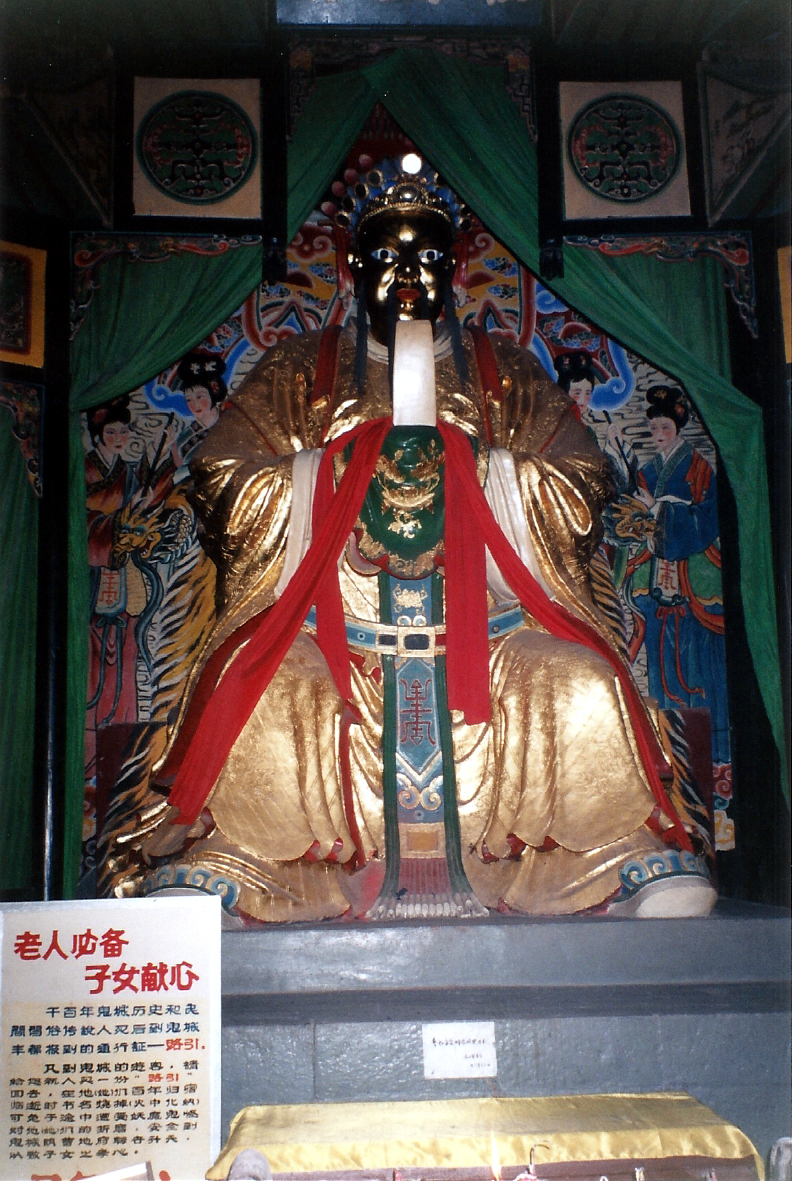
Deuxième test : Passage devant Yanluowang pour être jugés
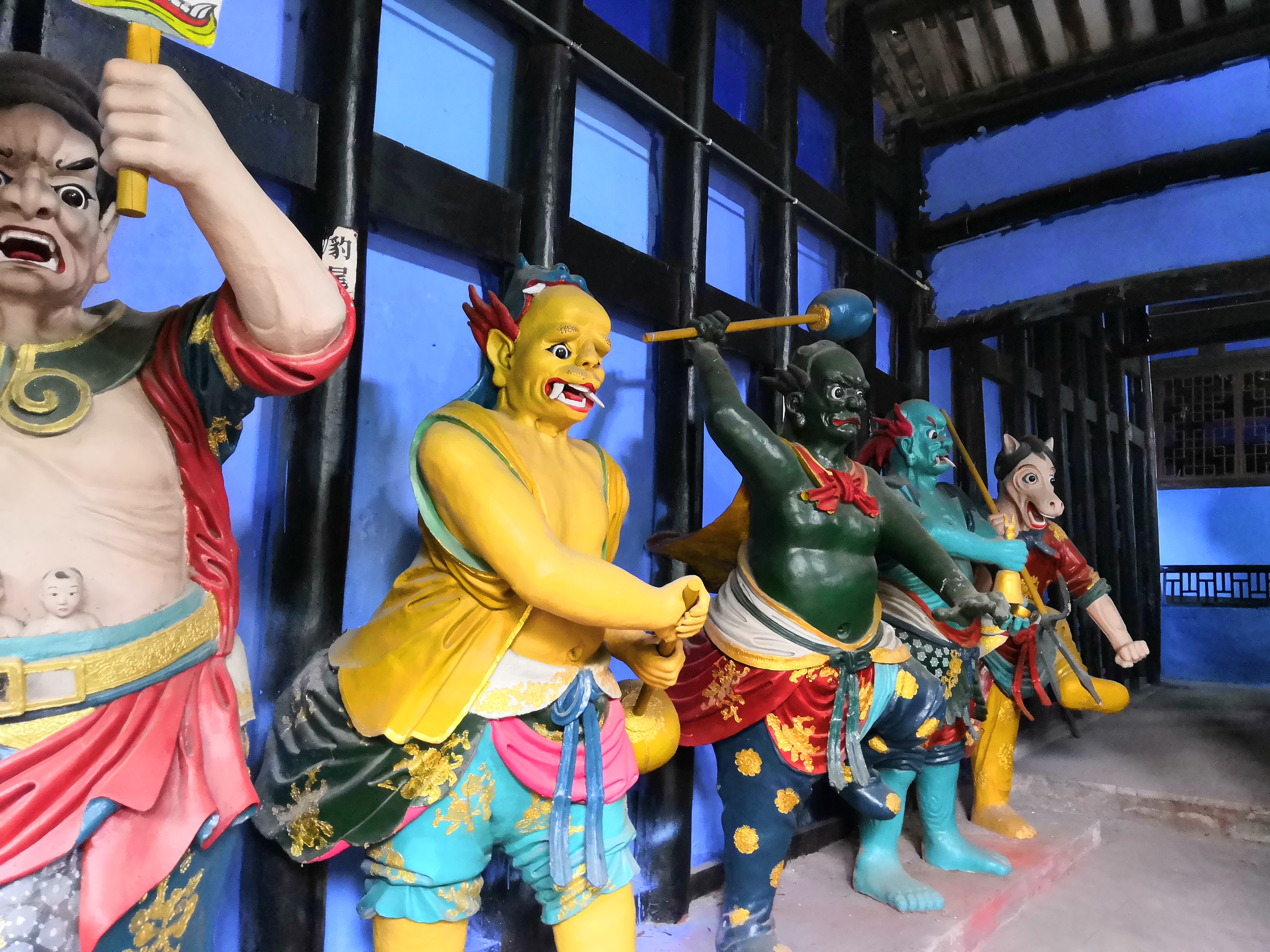
Statues de démons près de Yanluowang
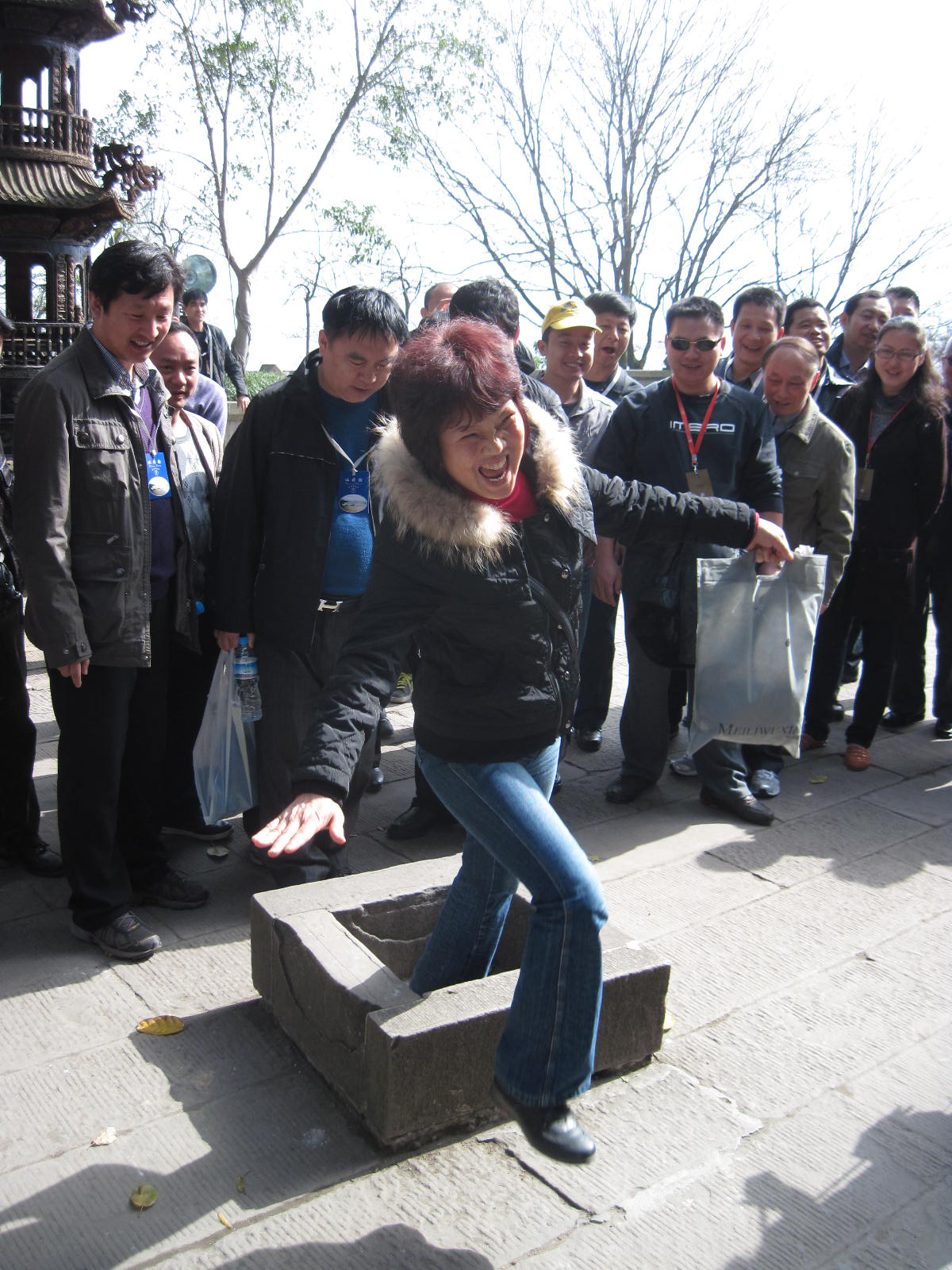
Troisième test : Rester en équilibre sur une pierre avec un pied pendant trois minutes